# Berg-Wegerich
Der Berg-Wegerich (Plantago atrata) ist eine Pflanzenart aus der Gattung der Wegeriche (Plantago) in der Familie der Wegerichgewächse (Plantaginaceae).

## Beschreibung
Der Berg-Wegerich ist eine rosettig beblätterte, ausdauernde Pflanze, die Wuchshöhen von 5 bis 15 Zentimeter erreicht. Die Blätter sind schmal-lanzettlich und undeutlich gestielt, es sind 3 bis 7 kräftige Längsnerven vorhanden und der Rand ist ganzrandig oder leicht gezähnt. Der Blütenschaft ist stielrund (wichtigstes Unterscheidungsmerkmal zu den im Habitus und Laub ähnlichen Plantago lanceolata und Plantago argentea die jeweils einen 5-furchigen Stiel haben).

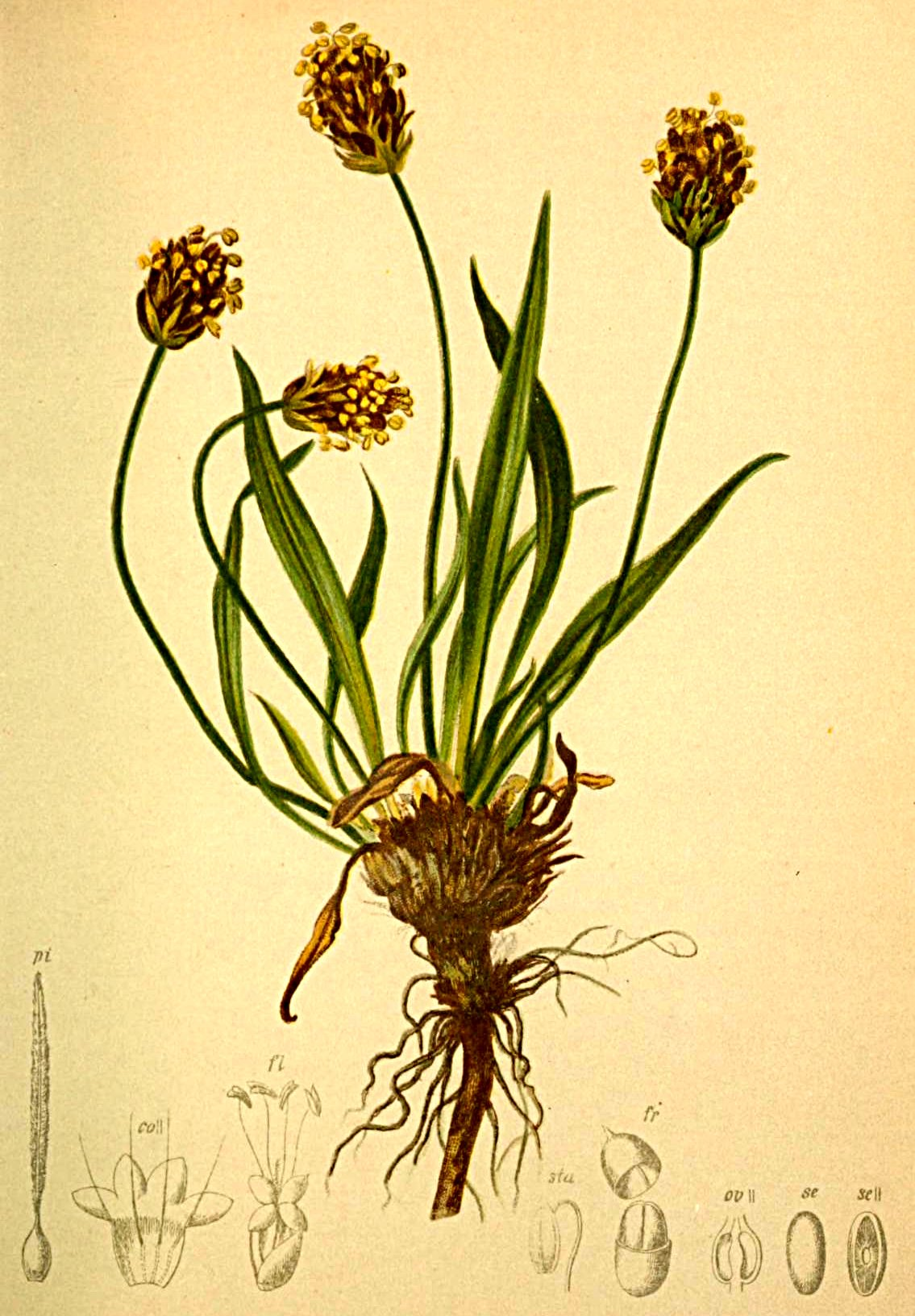
Berg-Wegerich (Plantago atrata), Illustration

Der Blütenstand ist ährig, aufrecht und blattlos, zur Fruchtzeit liegt er nieder und er ist länger als die Blätter. Die Ähren sind kugelig, dunkel und bis 2,5 Zentimeter lang. Die Blüten sind unscheinbar und vierteilig. Die Tragblätter sind rautenförmig, in der Mitte schwielig, am Rand trockenhäutig und stumpf. Die Kelchblätter sind fast nicht verwachsen. Die Kronröhre ist bauchig und kahl, die Kronzipfel sind bräunlich und abstehend. Die Staubblätter sind gelblich und basal mit der Krone verwachsen. Die Griffel sind fädig. Der Fruchtknoten ist oberständig. 
Die Kapselfrüchte sind zweisamig.
Blütezeit ist von Mai bis August.
Die Chromosomenzahl beträgt 2n = 12.

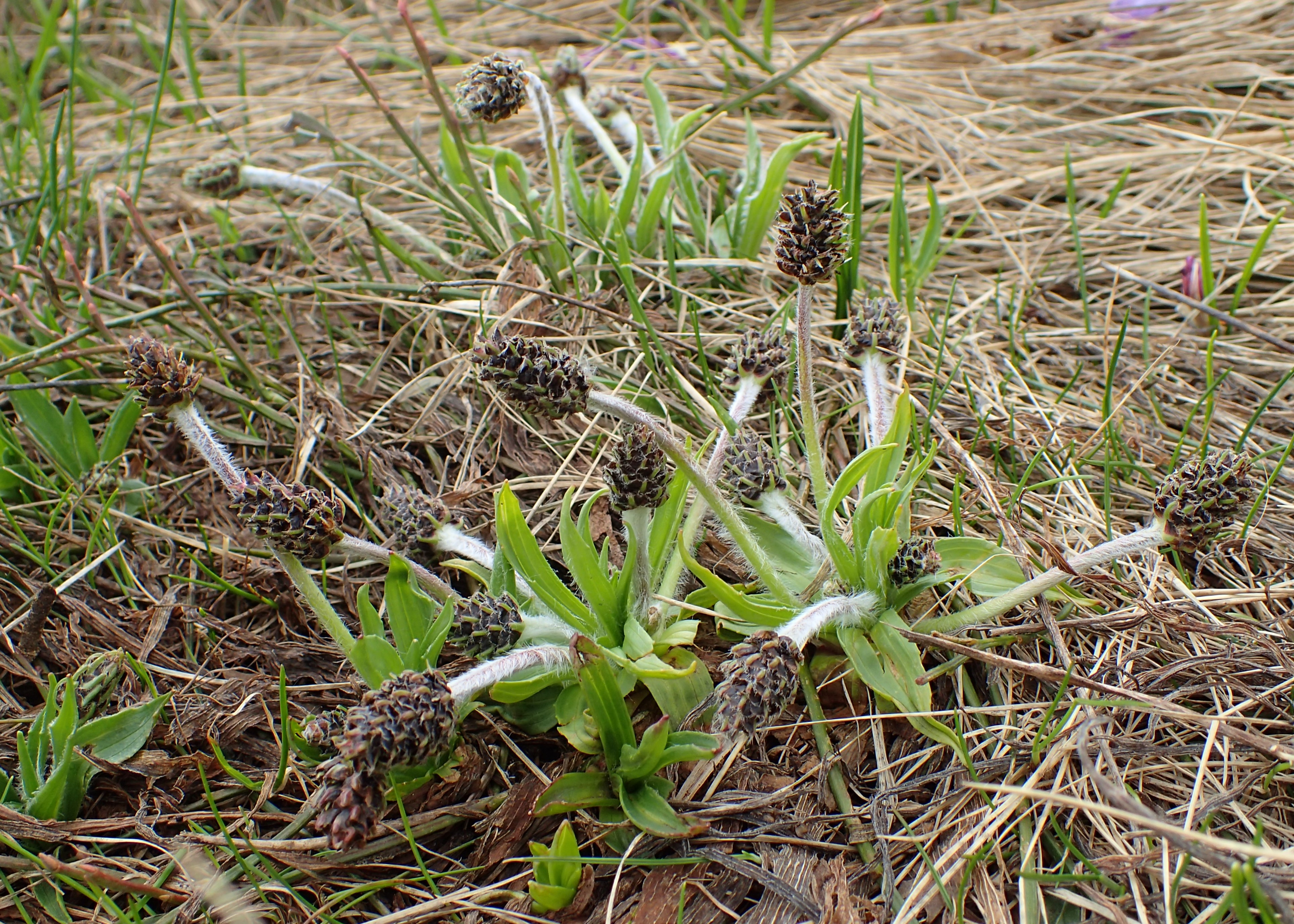
Berg-Wegerich (Plantago atrata)

## Vorkommen
Der Berg-Wegerich kommt häufig auf alpinen bis subalpinen Wiesen auf schneefeuchten, nährstoffreichen, meist kalkhaltigen, humosen, steinigen oder reinen Tonböden in allen europäischen Gebirgen vor. Er ist eine Charakterart der Klasse der arkto-alpinen Schneetälchen Salicetea herbaceae und kommt besonders in Gesellschaften der Kalkschneeboden-Verbände Arabidion caeruleae oder Poion alpinae vor. In den zentralen Dinariden die Assoziation Plantaginetum atratae in tiefgründigen Mulden, in denen sich Kaltluft sammeln kann, verbreitet.
Die ökologischen Zeigerwerte nach Landolt & al. 2010 sind für Plantago atrata subsp. atrata in der Schweiz: Feuchtezahl F = 3+ (feucht), Lichtzahl L = 4 (hell), Reaktionszahl R = 4 (neutral bis basisch), Temperaturzahl T = 1+ (unter-alpin, supra-subalpin und ober-subalpin), Nährstoffzahl N = 3 (mäßig nährstoffarm bis mäßig nährstoffreich), Kontinentalitätszahl K = 3 (subozeanisch bis subkontinental).

## Systematik
Man kann folgende Unterarten unterscheiden:
- Plantago atrata Hoppe subsp. atrata
- Plantago atrata subsp. carpatica (Soó) Soó: Sie kommt in Rumänien, in der Slowakei und in der Ukraine vor.[4]
- Plantago atrata subsp. discolor (Gand.) M. Laínz: Sie kommt in Spanien vor.[4]
- Plantago atrata subsp. fuscescens (Jord.) Pilger: Sie kommt in Frankreich und in Italien vor.[4]
- Plantago atrata subsp. graeca (Halácsy) Holub (Syn.: Plantago graeca Halácsy): Sie kommt in Griechenland und in Zypern vor.[4]
- Plantago atrata subsp. holosericea (Roem. & Schult.) Holub (Syn.: Plantago holosericea Roem. & Schult.): Sie kommt in Frankreich vor.[4]
- Plantago atrata subsp. spadicea Pilg.: Sie kommt in der Türkei und in der Ukraine vor.[4]
- Plantago atrata subsp. sudetica (Pilg.) Holub: Sie kommt in Tschechien vor.[4]